# Bretteville-l'Orgueilleuse
Bretteville-l'Orgueilleuse é uma ex-comuna francesa na região administrativa da Normandia, no departamento de Calvados. Estendeu-se por uma área de 6,18 km². Em 2010 a comuna tinha 6 239 habitantes (densidade: 1 009,5 hab./km²).
Em 1 de janeiro de 2017 foi fundida com as comunas de Brouay, Cheux, Le Mesnil-Patry, Putot-en-Bessin e Sainte-Croix-Grand-Tonne para a criação da nova comuna de Thue et Mue.